# Федоров Володимир Григорович
Володимир Григорович Федоров (10 червня 1939, село Нікольське, тепер Солнцевського району Курської області, Російська Федерація — 9 грудня 2011, Москва) — український державний і політичний діяч, дипломат, Надзвичайний і Повноважний Посол України. Депутат Верховної Ради УРСР 9-го і 11-го скликань. Народний депутат України 1-го скликання. Член ЦК КПУ в 1990—1991 роках. Член ЦК КПРС у 1990—1991 роках.

## Біографія
У 1956—1957 роках — помічник бригадира комплексної бригади колгоспу «Росія» Солнцевського району Курської області.
У 1957—1962 роках — студент Харківського інституту механізації та електрифікації сільського господарства.
У 1962—1967 роках — старший інженер по ремонту, завідувач майстерні, головний інженер, керуючий Черняхівського районного об'єднання «Сільгосптехніка» Житомирської області.
Член КПРС з 1965 року.
У 1967—1970 роках — начальник Черняхівського районного виробничого управління сільського господарства Житомирської області.
У 1970—1973 роках — 1-й секретар Володарсько-Волинського районного комітету КПУ Житомирської області.
У 1973—1977 роках — 1-й секретар Новоград-Волинського міського комітету КПУ Житомирської області. У 1977 році закінчив Заочну школу при ЦК КПРС.
У 1977 — 5 квітня 1985 року — секретар Житомирського обласного комітету КПУ.
У грудні 1984 — березні 1985 року — радник при Раді Міністрів Української РСР.
15 березня 1985 — 29 грудня 1988 року — голова виконавчого комітету Волинської обласної ради народних депутатів.
У 1988—1989 роках — завідувач сектору відділу партійного будівництва і кадрової роботи ЦК КПРС.
18 грудня 1989 — серпень 1991 року — 1-й секретар Житомирського обласного комітету Компартії України.
Одночасно, у квітні 1990 — 1991 року — голова Житомирської обласної ради народних депутатів. У червні — серпні 1991 року — голова виконавчого комітету Житомирської обласної ради народних депутатів.
У 1990—1994 роках — Народний депутат України 12 (1) скликання.
У 1991—1992 роках — постійний представник Кабінету Міністрів України з зовнішньоекономічних і культурних зв'язків у РФ.
У 1992—1994 роках — радник-посланник з економічних питань, торговий представник Посольства України в РФ, Тимчасовий повірений у справах України у Російській Федерації.
У січні 1995 — листопаді 1999 року — Надзвичайний і Повноважний Посол України в РФ. Потім працював 1-м заступником голови — виконавчого секретаря Співдружності Незалежних Держав (СНД).
Помер 9 грудня 2011 року. Похований в Москві на Троєкурівському цвинтарі.

## Родина
Брат Леоніда Григоровича Федорова.

## Нагороди
- орден «За заслуги» 3-го ст. (.06.1997)[5], 2-го ст. (.06.1999)[6]
- орден Дружби (Російська Федерація) (.12.1999)
- два ордени Трудового Червоного Прапора (.12.1973, .03.1981)
- орден Знак Пошани (.04.1971)
- медаль «На пам'ять 850-річчя Москви»
- медаль «Ветеран праці» (.11.1983)
- медаль «На відзначення 100-річчя від дня народження Володимира Ілліча Леніна» (.04.1970)
- нагрудний знак «Учасник ліквідації наслідків аварії на ЧАЕС»